# Send a little bit of love
Send a little bit of love is een single van Jack Jersey en Lisa MacKeag uit 1980. Jack de Nijs (Jersey) is zelf een van de schrijvers, evenals van het nummer op de B-kant: Moon of Matara. 
Jack Jersey was in deze jaren tekstschrijver en producent van Lisa MacKeag. Het nummer verscheen niet op een regulier album van hemzelf, maar op een gezamenlijk album met twee artiesten voor wie hij produceerde, Jack Jersey show (1981). Naast  MacKaeg is hier ook de saxofonist Maurice de la Croix op de horen. Met deze twee artiesten nam hij dat jaar ook de special Jack Jersey in Sri Lanka op die eind januari 1982 op televisie verscheen en in 1986 werd herhaald.